# Embalse El Hato
Embalse El Hato är en reservoar i Colombia.   Den ligger i departementet Bogotá, i den centrala delen av landet, 27 km söder om huvudstaden Bogotá. Embalse El Hato ligger 3 113 meter över havet. Arean är 0,33 kvadratkilometer. Trakten runt Embalse El Hato består i huvudsak av gräsmarker. Den sträcker sig 0,9 kilometer i nord-sydlig riktning, och 0,8 kilometer i öst-västlig riktning.